# George Rhoden
Vincent George Rhoden (* 13. Dezember 1926 in Kingston; † 24. August 2024) war ein jamaikanischer Leichtathlet und Olympiasieger.

## Sportliche Laufbahn
Rhoden war in den 1940er und 1950er Jahren ein erfolgreicher Sprinter aus Jamaika zusammen mit Arthur Wint und Herb McKenley. Er nahm schon an den XIV. Olympischen Spielen 1948 in London teil, konnte aber weder im 100-Meter-Lauf noch im 400-Meter-Lauf die Finalrunde erreichen. Er war auch Mitglied der jamaikanischen 4-mal-400-Meter-Staffel, die durch einen Muskelriss von Arthur Wint ausschied und somit die Chance auf eine Medaille aufgeben musste. Am 22. August 1950 lief Rhoden in Eskilstuna, Schweden über 400 Meter einen neuen Weltrekord mit einer Zeit von 45,8 s. Ebenso gewann er die AAU-Meisterschaften im 400-Meter-Lauf in den Jahren 1949 bis 1951 und als Student der Morgan State University die NCAA-Meisterschaften über 220 Yards im Jahr 1951 und über 440 Yards in den Jahren 1950 und 1952.
Bei den XV. Olympischen Spielen 1952 in Helsinki gewann Rhoden die Goldmedaille im 400-Meter-Lauf vor dem ebenfalls aus Jamaika stammenden Herb McKenley (Silber) und dem US-Amerikaner Ollie Matson (Bronze) sowie die Mannschaftsgoldmedaille im 4-mal-400-Meter-Staffellauf, zusammen mit seinen Teamkollegen Arthur Wint, Leslie Laing und Herb McKenley, vor den Teams aus den USA (Silber) und aus Deutschland (Bronze). Das jamaikanische Team stellte bei diesem Lauf einen neuen Weltrekord auf, mit einer Zeit von 3:03,9 min.
Rhoden starb am 24. August 2024 im Alter von 97 Jahren.